# Bogidiella torrenticola
Bogidiella torrenticola is een vlokreeftensoort uit de familie van de Bogidiellidae. De wetenschappelijke naam van de soort is voor het eerst geldig gepubliceerd in 1990 door Pretus & Stock.